# Robert Devos
Robert Maurice Georges Devos (Oostrozebeke, 18 november 1916 - Moeskroen, 3 september 1996) was een Belgisch volksvertegenwoordiger en burgemeester.

## Levensloop
Devos werd in 1938 benoemd tot onderwijzer in het bisschoppelijk college van Moeskroen. Hij werd actief bij de christelijke ziekenkassen en werd in 1945 ondervoorzitter van de federatie van Christelijke Mutualiteiten.
In 1952 werd hij voor de CVP verkozen tot gemeenteraadslid van Moeskroen, wat hij bleef tot in 1982. Van 1959 tot 1980 was hij burgemeester van de stad. In het begin van de jaren '60 moest hij, erg tegen zijn zin, de overheveling aanvaarden van zijn stad naar de provincie Henegouwen, op het moment dat de taalgrens definitief werd vastgelegd. In 1980, drie jaar na de fusie van Moeskroen met Lowingen, Dottenijs en Herzeeuw, stond hij de burgemeesterssjerp af aan zijn partijgenoot Jean-Pierre Detremmerie.
In 1958 werd Devos op de lijst van de CVP eveneens verkozen tot lid van de Kamer van volksvertegenwoordigers voor het arrondissement Kortrijk, wat hij bleef tot in 1965. Bij de daaropvolgende wetgevende verkiezingen stond hij op de lijst van de PSC in het arrondissement Doornik-Aat-Moeskroen en werd hij in deze kieskring verkozen tot volksvertegenwoordiger. Hij bleef Kamerlid tot aan zijn ontslag in februari 1981 en was van 1968 tot 1971 quaestor van de Kamer. Door de toen bestaande dubbelmandaten zetelde hij van 1971 tot 1980 ook in de Cultuurraad voor de Franse Cultuurgemeenschap, van 1974 tot 1977 in de voorlopige Waalse Gewestraad en van 1980 tot 1981 in de Waalse Gewestraad en de Franse Gemeenschapsraad. In februari 1981 nam hij ontslag als parlementslid ten gunste van Jean-Pierre Detremmerie, die Devos ook al was opgevolgd als burgemeester van Moeskroen.